# Сім'я (серіал, 2023)
«Сім'я» (тур. Aile) — турецький драматичний телесеріал, створений компанією Ay Yapım. Прем'єра відбулася 7 березня 2023 року. В Україні прем'єра відбулася 22 липня 2025 року на телеканалі Бігуді. Головні ролі виконали Киванч Татлитуг, Серенай Сарикая, Неджат Ішлер.

## Сюжет
Історія самотніх дітей, яких любили неправильно і ранили найближчі.
Аслан і Девін. Вогонь і порох, які зустрілись у неправильному місці і в неправильний час… Їхнє кохання — пристрасне, небезпечне і здатне зруйнувати все навколо. Ми свідки вже тисячу років: коли вогонь і порох поєднуються — все закінчується вибухом. Іноді, щоб щось збудувати, треба спершу це зруйнувати. Те саме — з Асланом і Девін. Єдиний спосіб створити «правильну» сім’ю — втекти від «неправильної»...
Але ця родина — особлива.
Сім’я, що тримається на кровних зв’язках і суворих правилах, встановлених Юсуфом Сойканом, щоб вижити. Сім’я Сойкан вважає себе єдиною — вони щовечора збираються за спільним столом. І порушити цю традицію — злочин. Але все змінюється, коли Аслан, глава найвпливовішого кримінального клану Стамбула, одного вечора не приходить на вечерю — через жінку, з якою щойно познайомився. Нею виявляється Девін Акин — приваблива психотерапевтка, яка випадково потрапляє в дім божевільних… і, можливо, єдине лікування — це сісти за їхній стіл.
Між Асланом і Девін спалахує пристрасть. Але чим ближче вони стають одне до одного, тим сильніше Девін бачить, наскільки зранена ця родина. Професійна звичка аналізувати не дає їй спокою. Та чи зможе психотерапевтка, закинута в саме серце родинного фронту, зцілити інших?
Тим часом і в самої Девін — непрості стосунки з рідними. Батько намагається втекти від колишньої дружини й доньок. Молодша сестра бореться з наркотичною залежністю і наслідками спроб самогубства. А мати — емоційно нестабільна й постійно робить болісні помилки.
Чи зможе Девін впоратися з родиною Сойканів, не зціливши ще власні рани?..

## Актори та персонажі
| Актор                 | Роль                  | Опис                   |
| --------------------- | --------------------- | ---------------------- |
| Киванч Татлитуг       | Аслан Сойкан          | -                      |
| Серенай Сарикая       | Девін Акин            | психолог               |
| Неджат Ішлер          | Джихан Сойкан         | старший брат Аслана    |
| Джанан Ергудер        | Лейла Сойкан          | старша сестра Аслана   |
| Нур Сюрер             | Хюлія Сойкан          | мати Аслана            |
| Левент Юльген         | Ібрагім Сойкан        | дядько Аслана          |
| Іпек Тенолджай        | Неше                  | мати Девін             |
| Емель Гьоксу          | Сехер Сойкан          | бабуся Аслана          |
| Есма Есім Гуль        | Езгі                  | найкраща подруга Девін |
| Мерт Денізмен         | Толга Саїджи          | зять Сойканів          |
| Абдуррахман Юнусоглу  | Тургут                | людина Аслана          |
| Алі Савачі            | Іскандер (Іскоч)      | людина Аслана          |
| Умуткан Утебай        | Екрем (Еко)           | людина Аслана          |
| Юсра Геїк             | Ягмур Акин            | сестра Девін           |
| Озан Гозель           | Ергун Акин            | батько Девін та Ягмур  |
| Еджем Симге Юрдатапан | Айсель                | -                      |
| Іпек Чічек            | Джейлан Сойкан        | сестра Аслана          |
| Дефне Піріччі         | Зейнеп                | донька Лейли           |
| Гонджа Якут           | мачуха Девін          | -                      |
| Еге Йорданлі          | Джан                  | зведений брат Девін    |
| Муса Узунлар          | Ільяс Корузаде        | батько Серхата         |
| Ручан Чалишкур        | Киймет Корузаде       | мати Іліяса            |
| Усхан Чакир           | Атілла Озіїлмаз (Аті) | -                      |
| Аніл Ільтер           | Серхат Корузаде       | -                      |
| Айда Аксель           | Недрет Сойкан         | тітка Аслана           |
| Селін Шекерджі        | Серап Корузаде        |                        |

## Сезони

### Туреччина
| Сезон | Початок сезону | Фінал сезону   | Кількість серій | Епізоди | Канал ТВ | День і час трансляції |
| ----- | -------------- | -------------- | --------------- | ------- | -------- | --------------------- |
| 1     | 7 березня 2023 | 30 травня 2023 | 13              | 1-13    | Show TV  | Щовівторка, 20:00     |
| 2     | 3 жовтня 2023  | 30 січня 2024  | 17              | 14-30   | Show TV  | Щовівторка, 20:00     |

### Україна
| Сезон | Початок сезону | Фінал сезону   | Кількість серій | Епізоди | Канал ТВ | День і час трансляції     |
| ----- | -------------- | -------------- | --------------- | ------- | -------- | ------------------------- |
| 1     | 22 липня 2025  | 8 серпня 2025  | 40              | 1-40    | Бігуді   | Понеділок-П'ятниця, 20:00 |
| 2     | 8 серпня 2025  | 3 вересня 2025 | 55              | 41-95   | Бігуді   | Понеділок-П'ятниця, 20:00 |

## Українське багатоголосе закадрове озвучення
Українською мовою серіал озвучено студією «1+1» у 2025 році.

## Рейтинги серій
| Сезон 1 (2023)     | Сезон 1 (2023)  | Сезон 1 (2023) | Сезон 1 (2023) | Сезон 2 (2023) | Сезон 2 (2023)  | Сезон 2 (2023) | Сезон 2 (2023) |
| Серія              | Рейтинг (TOTAL) | Рейтинг (AB)   | Рейтинг (ABC1) | Серія          | Рейтинг (TOTAL) | Рейтинг (AB)   | Рейтинг (ABC1) |
| ------------------ | --------------- | -------------- | -------------- | -------------- | --------------- | -------------- | -------------- |
| 1.                 | 5,89            | 8.31           | 8.82           | 14.            | 2,46            | 3,85           | 4,14           |
| 2.                 | 5.27            | 8.16           | 8.12           | 15.            | 2,75            | 4,96           | 4,78           |
| 3.                 | 5.13            | 8.18           | 7,96           | 16.            | 2,85            | 4,20           | 4,64           |
| 4.                 | 5.82            | 9.15           | 8,87           | 17.            | 2,90            | 5,09           | 4,79           |
| 5.                 | 5.53            | 9.16           | 9.11           | 18.            | 3,10            | 4,33           | 4,84           |
| 6.                 | 4.32            | 8,97           | 7.56           | 19.            | 2,87            | 4,16           | 4,33           |
| 7.                 | 4.16            | 6.83           | 6.60           | 20.            | 3,06            | 4,51           | 4,69           |
| 8.                 | 4.79            | 8.74           | 8.04           | 21.            | 3,33            | 4,93           | 5,31           |
| 9.                 | 4.51            | 8.37           | 7,97           | 22.            | 3,04            | 4,77           | 5,07           |
| 10.                | 4.62            | 7.71           | 7.60           | 23.            | 2,82            | 4,49           | 4,50           |
| 11.                | 3.66            | 6.68           | 6.10           | 24.            | 3,26            | 3,85           | 4,52           |
| 12.                | 4.29            | 7.62           | 7.06           | 25.            | 3,33            | 5,12           | 5,22           |
| 13. (Фінал cезону) | 4,01            | 7,18           | 6,70           | 26.            | 3,03            | 3,94           | 4,63           |
|                    |                 |                |                | 27.            | 2,63            | 3,98           | 4,17           |
|                    |                 |                |                | 28.            | 2,13            | 2,64           | 3,30           |
|                    |                 |                |                | 29.            | 2,83            | 3,97           | 3,99           |
|                    |                 |                |                | 30. (фінал)    | 3,11            | 4,13           | 4,55           |

## Нагороди
| Рік  | Премія                       | Категорія             | Номінант                         | Результат |
| ---- | ---------------------------- | --------------------- | -------------------------------- | --------- |
| 2023 | 49. Премія «Золотий метелик» | Найкращий серіал      | Сім'я                            | Номінація |
| 2023 | 49. Премія «Золотий метелик» | Найкраща акторка      | Серенай Сарикая                  | Номінація |
| 2023 | 49. Премія «Золотий метелик» | Найкращий актор       | Киванч Татлитуг                  | Номінація |
| 2023 | 49. Премія «Золотий метелик» | Найкраща пара серіалу | Серенай Сарикая, Киванч Татлитуг | Перемога  |
| 2023 | 49. Премія «Золотий метелик» | Кращий режисер        | Ахмет Катиксиз                   | Номінація |
| 2023 | 49. Премія «Золотий метелик» | Найкращий сценарій    | Хакан Бономо                     | Номінація |